# Comitato Olimpico Mauriziano
Il Comitato Olimpico Mauriziano (noto anche come Mauritius Olympic Committee in inglese) è un'organizzazione sportiva mauriziana, nata nel 1971 a Port Louis, Mauritius.
Rappresenta questa nazione presso il Comitato Olimpico Internazionale (CIO) dal 1972 ed ha lo scopo di curare l'organizzazione ed il potenziamento dello sport a Mauritius e, in particolare, la preparazione degli atleti mauriziani, per consentire loro la partecipazione ai Giochi olimpici. L'organizzazione è, inoltre, membro dell'Associazione dei Comitati Olimpici Nazionali d'Africa.
L'attuale presidente dell'associazione è Ha Shun Hao Thyn Voon, mentre la carica di segretario generale è occupata da Vivian Gungaram.